# Ariana Kukors
Ariana Kukors, née le 1er juin 1989 à Federal Way, est une nageuse américaine. En 2009, elle devient championne du monde du 200 m quatre nages. 

## Biographie
Lors des sélections américaines de natation pour les championnats du monde 2009, elle ne parvient pas à se qualifier sur le 200 m quatre nages, terminant à la troisième place alors que seules les deux premières sont qualificatives. Néanmoins, à la suite du forfait de Elizabeth Pelton, elle est repêchée. Aux championnats du monde, elle s'aligne sur le 200 m quatre nages, et bat le record du monde de Stephanie Rice lors des demi-finales. Le lendemain, elle s'impose lors de la finale et améliore une nouvelle fois son record. Elle remporte également la médaille d'argent avec le relais du 4 × 200 m nage libre. 
En 2011, Kukors prend part aux mondiaux grand bassin de Shanghai. Dominant la course du 200 m quatre nages aux 150 mètres, elle s'écroule dans la dernière longueur et accroche une médaille de bronze.

## Palmarès

### Championnats du monde
En grand bassin
- Championnats du monde 2009 à Rome (Italie) :
  -  Médaille d'or sur 200 m quatre nages.
  -  Médaille d'argent au relais 4 × 200 m nage libre.

- Championnats du monde 2011 à Shanghai (Chine) :
  -  Médaille de bronze sur 200 m quatre nages.

En petit bassin
- Championnats du monde 2010 à Dubaï (Émirats arabes unis) :
  -  Médaille d'or sur 100 m quatre nages.
  -  Médaille de bronze sur 200 m quatre nages.